# Васил Кашукеев
Васил Христов Кашукеев е български демократ, кмет на Дупница.

## Биография
Васил Кашукеев е роден през 1889 година в Дупница. Като строителен инженер по образование построява много обекти по града и околията. Привърженик е на Демократическия сговор и Александър Цанков. В периода 1928 – 1929 е кмет на Дупница. Умира през 1979 година.